# Richard Thomas (Mathematiker)

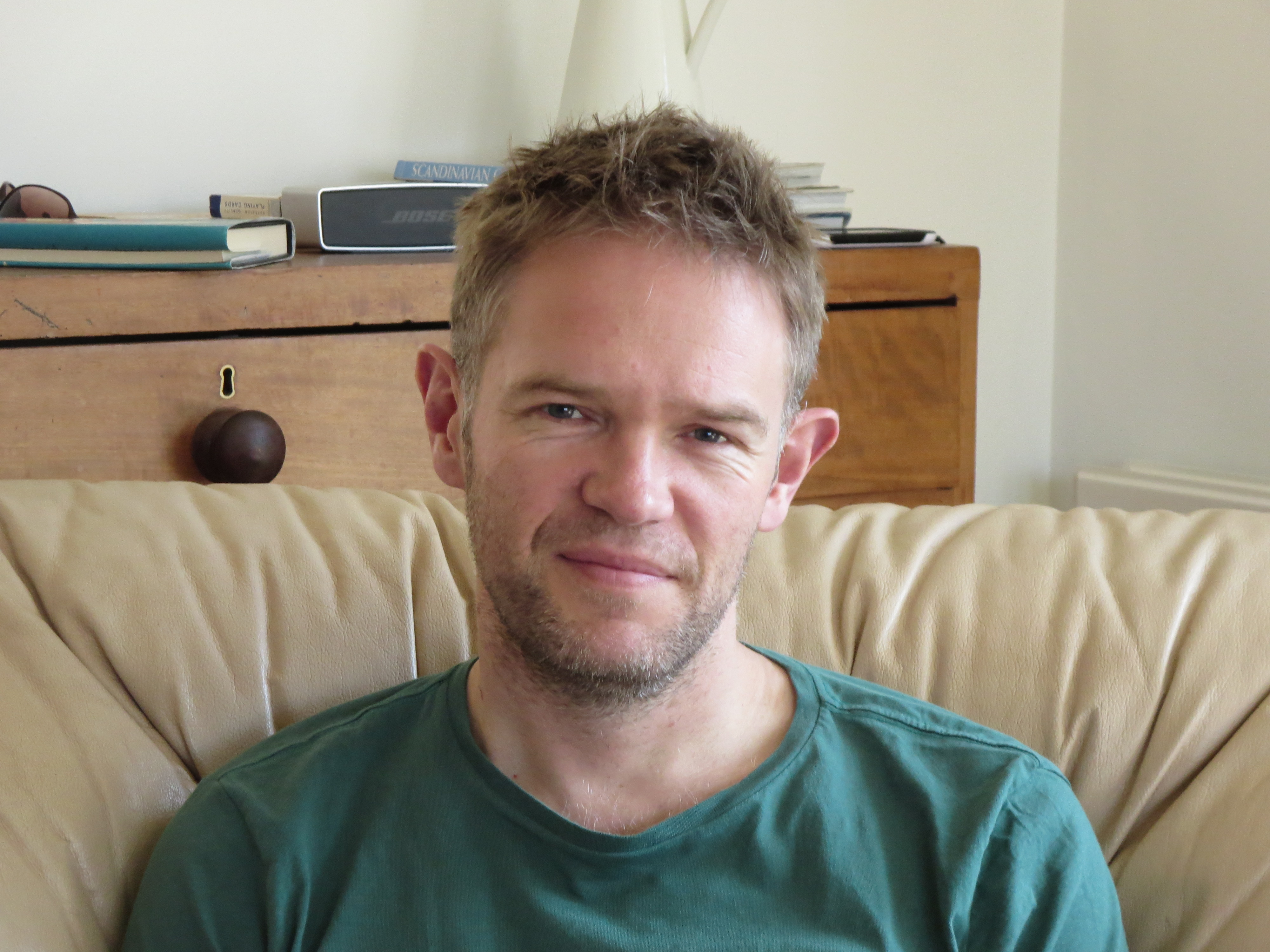
Richard Thomas

Richard Paul Winsley Thomas (* 1972) ist ein britischer Mathematiker, der sich mit Geometrie (algebraische Geometrie, Differentialgeometrie, symplektische Geometrie) und deren Anwendung in der mathematischen Physik beschäftigt (Calabi-Yau-Mannigfaltigkeiten, Spiegelsymmetrie, Eichfeldtheorien). Er ist Professor am Imperial College London.
Thomas wurde 1997 an der Universität Oxford bei Simon Donaldson promoviert (Gauge theory on Calabi-Yau Manifolds). Nach ihm und Donaldson sind die Donaldson-Thomas-Invarianten von Calabi-Yau-Varietäten benannt und nach ihm und Rahul Pandharipande die Pandharipande-Thomas-Invarianten.
Mit Pandharipande bewies er 2014 die Katz-Klemm-Vafa-Vermutungen, die Gromow-Witten-Theorie von K3-Flächen mit Modulformen verbinden. Mit M. Kool und V. Shende bewies er die Göttsche-Vermutung der algebraischen Geometrie (benannt nach Lothar Göttsche, aber mit Wurzeln im 19. Jahrhundert).
2004 erhielt er den Whitehead-Preis und den Leverhulme-Preis und 2010 einen Wolfson Research Merit Award der Royal Society. 2010 war er Invited Speaker auf dem Internationalen Mathematikerkongress in Hyderabad (Indien) (Exercises in Mirror Symmetry). 2015 wurde er in die Royal Society gewählt, 2019 in die Academia Europaea. Er ist Fellow American Mathematical Society. Für 2022 wurde Thomas der Fröhlich-Preis der London Mathematical Society zugesprochen, für 2025 der Oswald-Veblen-Preis der American Mathematical Society.

## Schriften (Auswahl)
- A holomorphic Casson invariant for Calabi-Yau 3-folds, and bundles on K3 vibrations. J. Differential Geom. 54 (2000), no. 2, 367–438.
- mit P. Seidel: Braid group actions on derived categories of coherent sheaves. Duke Math. J. 108 (2001), no. 1, 37–108.
- mit R. Pandharipande: Curve counting via stable pairs in the derived category. Invent. Math. 178 (2009), no. 2, 407–447.
- Moment maps, monodromy and mirror manifolds, in Fukaya, Oh, Ono, Tian (Herausgeber) Symplectic geometry and mirror symmetry (Seoul, 2000), World Scientific, 2002, S. 467–498, Online
- Mirror Symmetry: a geometric survey, in Naber u. a. (Hrsg.) Encyclopedia of Mathematical Physics, Elsevier 2006
- mit Rahul Pandharipande, Cumrun Vafa, Ravi Vakil, Eric Zaslow, Sheldon Katz, Kentaro Hori, Albrecht Klemm Mirror Symmetry, Clay Mathematics Monographs, Band 1, 2003
- mit Pandharipande: Notes on the proof of the KKV conjecture, Surveys in Differential Geometry, Arxiv